# PalmPilot Professional
PalmPilot Professional је лични дигитални асистент. Док је PalmPilot пуштен у дистрибуцију 10. марта 1997. као ажурирана верзија Pilot 5000, дошло је до кашњења опште доступности Профессионалног модела на тржишту.
Рачунар је на тржиште био представљен са компактним дизајном, екраном са позадинским осветљењем и могућношћу брзог повезивања са Microsoft Windows или Macintosh персоналним рачунаром. Он има могућност да се синхронизује преко свог постоља (или преко модема, који се продаје засебно) са рачунаром, што омогућава слање е-поште, заказивање састанака са другима и постављање контакт информација. Различите апликације трећих страна, као што је upIRC, омогућиле су повезивање са различитим системима за размену порука, укључујући најпопуларније сервисе за размену тренутних порука. Опциона меморијска картица са IR портом била је доступна као надоградња директно из Palm-а.

## Детаљи система
- Оперативни систем: Palm OS 2.0, надоградив на Palm OS 2.0.5 са 1MB или Palm OS 3.0 ако је инсталирана меморија од 2MB .[1]
- Процесор: Моторола MC68328 DragonBall
- Унутрашњи RAM: 1 MB
- резолуција екрана: 160x160 pix
- Врста батерије: 2 AAAs
- Трајање батерије: 30 сати
- Величина: 117 x 81 x 17 mm - 4.6 x 3.2 x 0.7 in.
- Тежина: 60 oz (1.700 g)